# Radmilo Mihajlović
Radmilo Mihajlović (Foča, 19 novembre 1964) è un ex calciatore jugoslavo, di ruolo attaccante.

## Biografia
È cugino dell'ex calciatore ed allenatore Siniša Mihajlović.

## Carriera

### Club
Ha esordito nel campionato jugoslavo con lo Željezničar, con cui ha disputato oltre 100 incontri in massima serie, divenendo capocannoniere nell'edizione 1986-1987. Dopo un anno alla Dinamo Zagabria si trasferì in Germania, al Bayern Monaco, con il quale vinse il campionato.
Nel corso della stagione 1990-1991 si trasferì in seconda serie, allo Schalke 04: vinse anche questo campionato, tornando in Bundesliga con la squadra di Gelsenkirchen. Dopo altre due stagioni allo Schalke si trasferì a Francoforte con l'Eintracht.
Chiuse la carriera prima in Corea del Sud ed infine a Cipro, con l'APOP Paphos.

### Nazionale
Tra il 1986 e il 1989 ha disputato sei incontri con la nazionale jugoslava, mettendo a segno una rete. Ha esordito il 29 ottobre 1986 nella gara contro la Turchia valida per le qualificazioni al campionato europeo di calcio 1988. La sua unica rete in nazionale risale alla gara amichevole contro la Svizzera il 24 agosto 1988.

## Statistiche

### Cronologia presenze e reti in nazionale
| Cronologia completa delle presenze e delle reti in nazionale ― Jugoslavia | Cronologia completa delle presenze e delle reti in nazionale ― Jugoslavia | Cronologia completa delle presenze e delle reti in nazionale ― Jugoslavia | Cronologia completa delle presenze e delle reti in nazionale ― Jugoslavia | Cronologia completa delle presenze e delle reti in nazionale ― Jugoslavia | Cronologia completa delle presenze e delle reti in nazionale ― Jugoslavia | Cronologia completa delle presenze e delle reti in nazionale ― Jugoslavia | Cronologia completa delle presenze e delle reti in nazionale ― Jugoslavia |
| Data                                                                      | Città                                                                     | In casa                                                                   | Risultato                                                                 | Ospiti                                                                    | Competizione                                                              | Reti                                                                      | Note                                                                      |
| ------------------------------------------------------------------------- | ------------------------------------------------------------------------- | ------------------------------------------------------------------------- | ------------------------------------------------------------------------- | ------------------------------------------------------------------------- | ------------------------------------------------------------------------- | ------------------------------------------------------------------------- | ------------------------------------------------------------------------- |
| 29-10-1986                                                                | Spalato                                                                   | Jugoslavia                                                                | 4 – 0                                                                     | Turchia                                                                   | Qual. Euro 1988                                                           | -                                                                         | 65’                                                                       |
| 29-8-1987                                                                 | Belgrado                                                                  | Jugoslavia                                                                | 0 – 1                                                                     | Unione Sovietica                                                          | Amichevole                                                                | -                                                                         | 54’                                                                       |
| 4-6-1988                                                                  | Brema                                                                     | Germania Ovest                                                            | 1 – 1                                                                     | Jugoslavia                                                                | Amichevole                                                                | -                                                                         | 83’                                                                       |
| 24-8-1988                                                                 | Lucerna                                                                   | Svizzera                                                                  | 0 – 2                                                                     | Jugoslavia                                                                | Amichevole                                                                | 1                                                                         | 82’                                                                       |
| 5-4-1989                                                                  | Atene                                                                     | Grecia                                                                    | 1 – 4                                                                     | Jugoslavia                                                                | Amichevole                                                                | -                                                                         | 64’                                                                       |
| 13-12-1989                                                                | Londra                                                                    | Inghilterra                                                               | 2 – 1                                                                     | Jugoslavia                                                                | Amichevole                                                                | -                                                                         |                                                                           |
| Totale                                                                    |                                                                           | Presenze                                                                  | 6                                                                         |                                                                           | Reti                                                                      | 1                                                                         |                                                                           |

## Palmarès

### Club
- Campionato tedesco: 1

Bayern Monaco: 1989-1990
- Supercoppa di Germania: 1

Bayern Monaco: 1990
- 2. Fußball-Bundesliga: 1

Schalke 04: 1990-1991

### Individuale
- Capocannoniere della Prva Liga: 1

1986-1987 (23 gol)